# Anadia (Portugalia)
Anadia – miejscowość w Portugalii, leżąca w dystrykcie Aveiro, w regionie Centrum w podregionie Baixo Vouga. Miejscowość jest siedzibą gminy o tej samej nazwie.

## Demografia
| Liczba ludności gminy Anadia (1849–2011) | Liczba ludności gminy Anadia (1849–2011) | Liczba ludności gminy Anadia (1849–2011) | Liczba ludności gminy Anadia (1849–2011) | Liczba ludności gminy Anadia (1849–2011) | Liczba ludności gminy Anadia (1849–2011) | Liczba ludności gminy Anadia (1849–2011) | Liczba ludności gminy Anadia (1849–2011) | Liczba ludności gminy Anadia (1849–2011) |
| ---------------------------------------- | ---------------------------------------- | ---------------------------------------- | ---------------------------------------- | ---------------------------------------- | ---------------------------------------- | ---------------------------------------- | ---------------------------------------- | ---------------------------------------- |
| 1849                                     | 1900                                     | 1930                                     | 1960                                     | 1981                                     | 1991                                     | 2001                                     | 2004                                     | 2011                                     |
| 5761                                     | 17 161                                   | 23 245                                   | 29 039                                   | 29 820                                   | 28 899                                   | 31 545                                   | 31 671                                   | 29 121                                   |

## Sołectwa
Sołectwa gminy Anadia (ludność wg stanu na 2011 r.):
- Aguim – 1171 osób
- Amoreira da Gândara – 1060 osób
- Ancas – 624 osoby
- Arcos – 5511 osób
- Avelãs de Caminho – 1252 osoby
- Avelãs de Cima – 2185 osób
- Mogofores – 820 osób
- Moita – 2484 osoby
- Óis do Bairro – 491 osób
- Paredes do Bairro – 994 osoby
- São Lourenço do Bairro – 2382 osoby
- Sangalhos – 4068 osób
- Tamengos – 1602 osoby
- Vila Nova de Monsarros – 1713 osób
- Vilarinho do Bairro – 2764 osoby